# Бельгвайлер
Бельгвайлер (нем. Belgweiler) — община в Германии, в земле Рейнланд-Пфальц.
Входит в состав района Рейн-Хунсрюк. Подчиняется управлению Зиммерн. Население составляет 206 человек (на 31 декабря 2010 года). Занимает площадь 3,39 км².
Город подразделяется на 2 городских района.

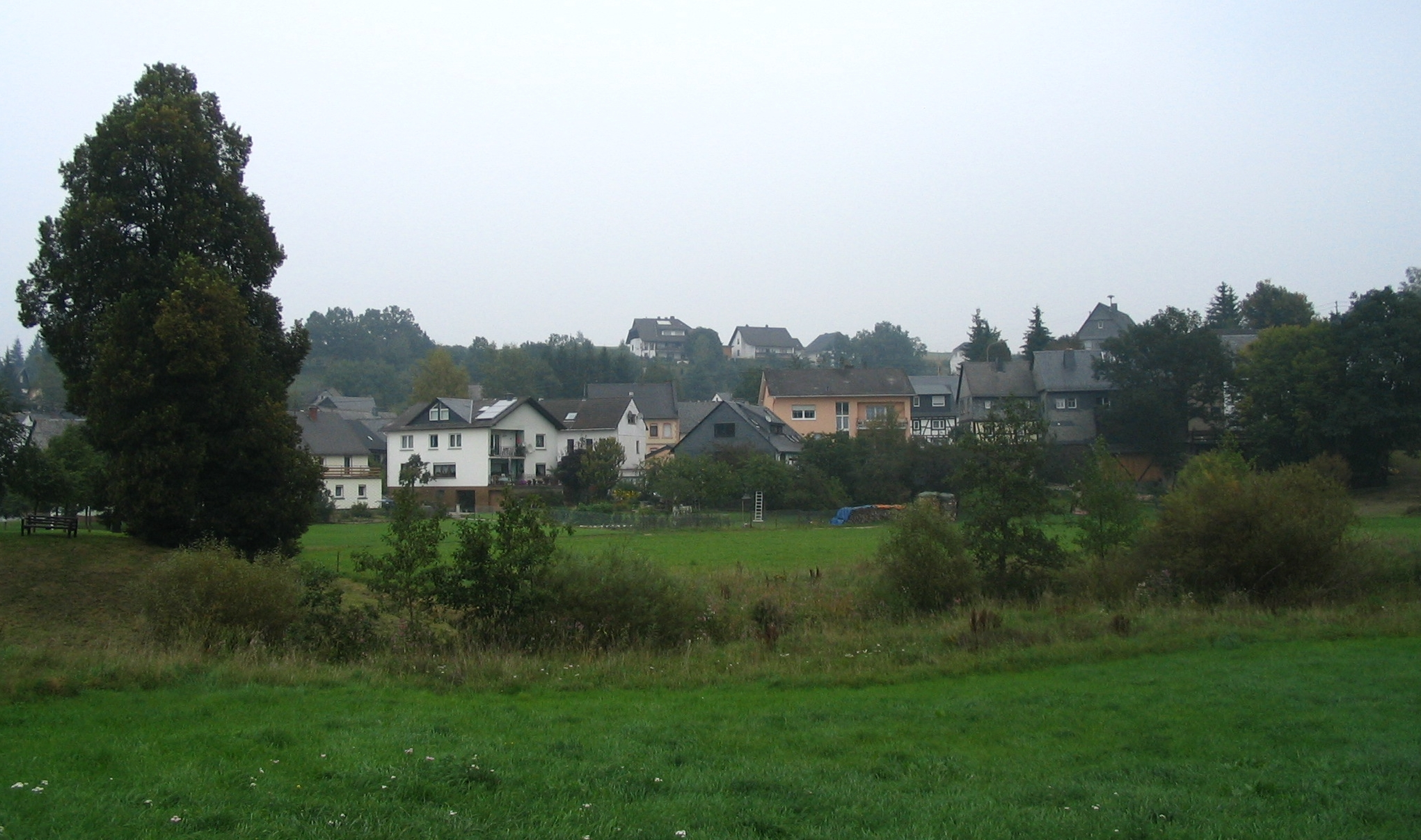
Бельгвайлер
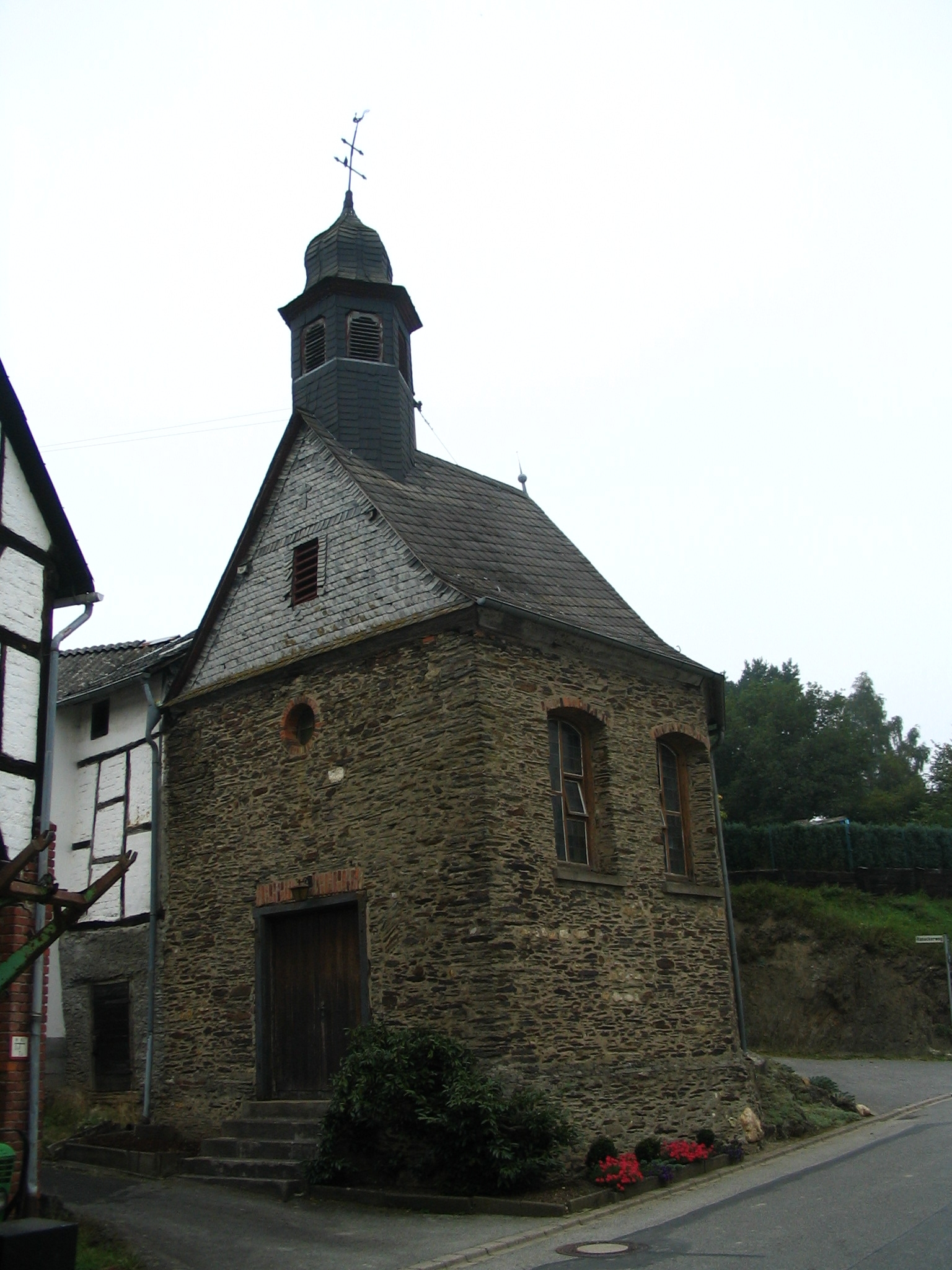
Капелла